# Jugonostalgia

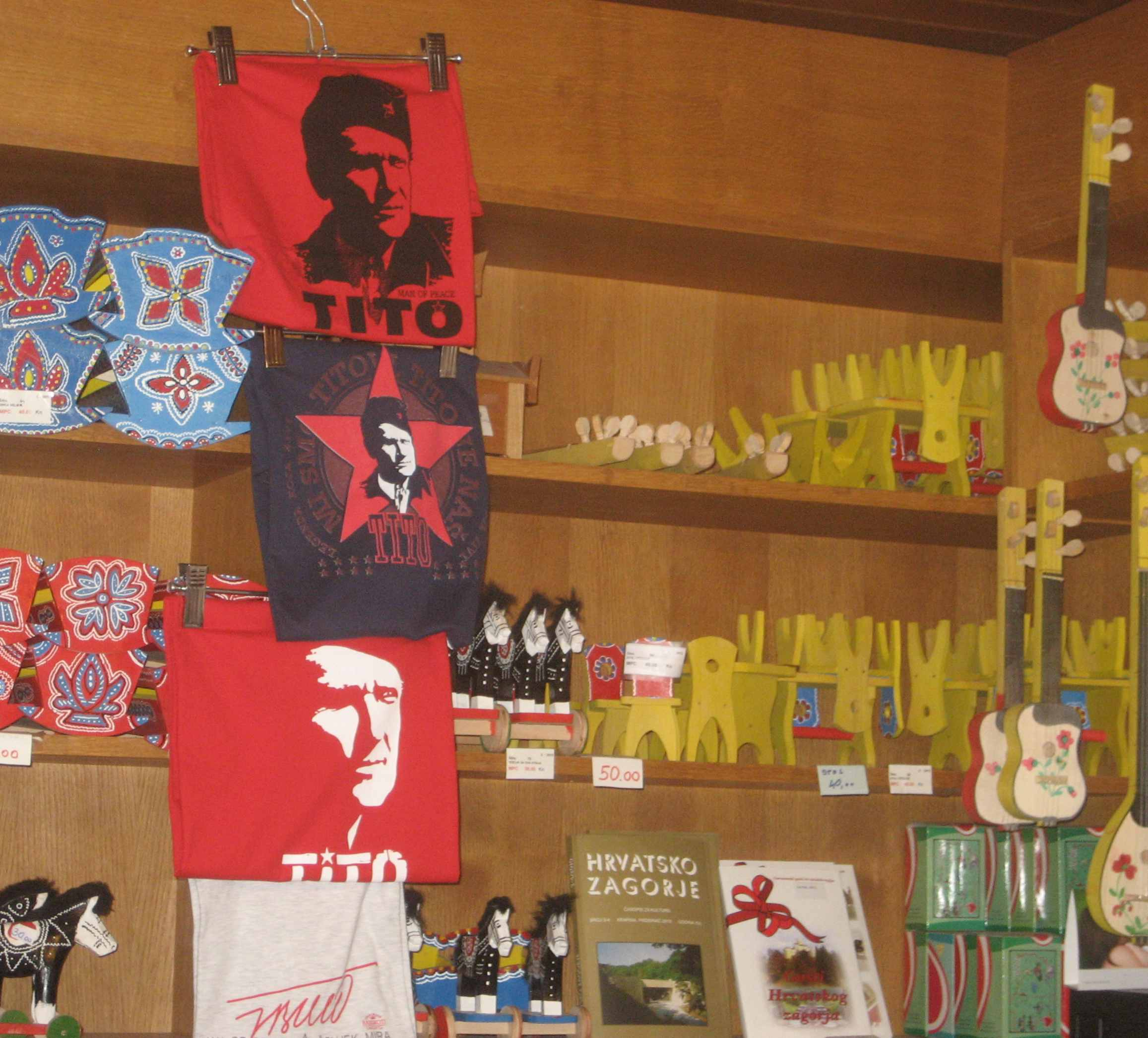
Koszulki z wizerunkiem Josipa Broza Tity w Kumrovcu

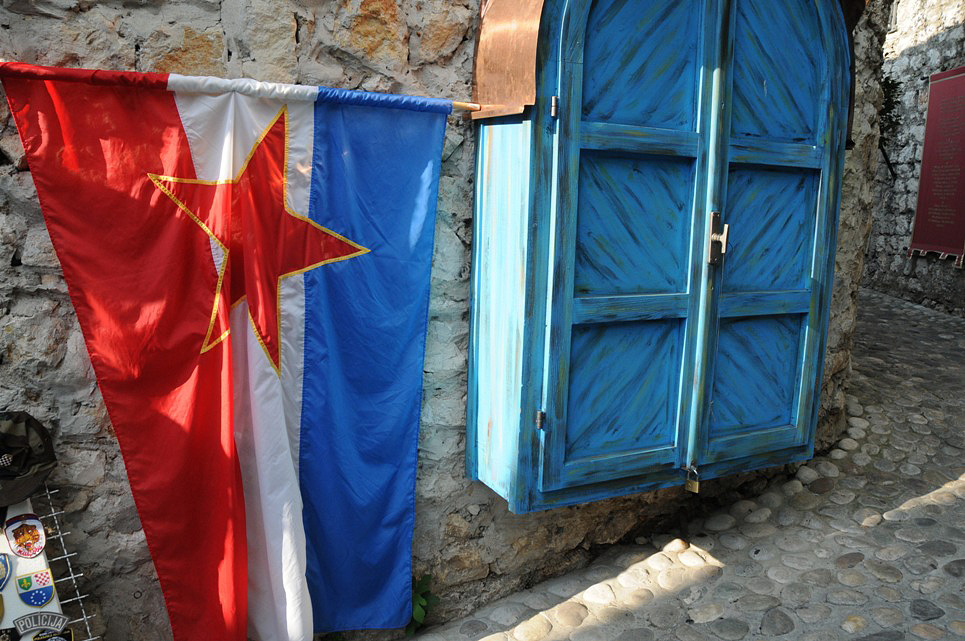
Jugosłowiańska flaga w Mostarze (2009)

Jugonostalgia (od słów Jugosławia i nostalgia) – termin określający zjawisko tęsknoty za czasami istnienia Socjalistycznej Federacyjnej Republiki Jugosławii.

## Znaczenie
Występuje z różną popularnością i natężeniem we wszystkich krajach byłej Jugosławii: Słowenii, Chorwacji, Bośni i Hercegowinie, Serbii, Czarnogórze, Kosowie i Macedonii Północnej. Współcześnie rozpad Jugosławii najgorzej oceniany jest w Serbii i Bośni oraz Hercegowinie, najkorzystniej zaś w Kosowie i Chorwacji. Jugonostalgia wiąże się z tęsknotą za Jugosławią, która jest utożsamiana z bezpieczeństwem, pokojem, stabilnością i dobrobytem. Charakterystycznym elementem jugonostalgii jest idealizowanie postaci marszałka Josipa Broza Tity. Pomimo dekomunizacji Tito pozostał patronem wielu ulic i obiektów na terenie byłej Jugosławii. Czasem termin jugonostalgia jest stosowany w celu zdyskredytowania opisywanej osoby poprzez podkreślenie jej braku patriotyzmu; ma wtedy znaczenie pejoratywne.
W 2010 roku w Zagrzebiu utworzono Związek Jugosłowian, którego celem jest dążenie do uznania narodowości jugosłowiańskiej we wszystkich krajach byłej Jugosławii.
Zjawisko tęsknoty za czasami komunizmu występuje w wielu krajach byłego Bloku Wschodniego, m.in. w Polsce (nostalgia za PRL-em), krajach byłego ZSRR (nostalgia za czasami istnienia Związku Radzieckiego) i wschodnich Niemczech (Ostalgia).